# قائمة لاعبي كمال أجسام محترفين
في عالم كمال الأجسام، هناك العديد من الأسماء المتميزة التي حققت إنجازات كبيرة وأثرت في هذا المجال. بناءً على المعلومات المتوفرة من مصادر متعددة، يمكننا تسليط الضوء على بعض من أبرز هؤلاء اللاعبين:
1. لاري سكوت: يعتبر الأول الذي فاز ببطولة "مستر أولمبيا" في عام 1965. وُلد في عام 1938 وتوفي في عام 2014. كان يتمتع بطول يصل إلى 170 سم ووزن 94 كجم.[1]
2. سيرجيو أوليفا: لاعب من كوبا وُلد في 1941، واشتهر بأنه أسطورة كمال الأجسام. توفي في عام 2012 عن عمر يناهز 71 عامًا. كان طوله 178 سم ووزنه 116 كجم.[1]
3. فرانكو كولومبو: وُلد في إيطاليا عام 1941 وفاز بلقب مستر أوليمبيا مرتين، الأولى في عام 1976 والثانية بعد تعرضه لإصابة في الركبة عام .1981
4. أرنولد شوارزنيجر: معروف بمسيرته المتميزة في كمال الأجسام وكذلك في عالم السينما والسياسة. وُلد في النمسا عام 1947 وفاز بلقب مستر أولمبيا 7 مرات.
5. فليكس ويلر: يعرف بأنه واحد من أكثر اللاعبين تناسقاً في تاريخ كمال الأجسام، حيث حقق 17 بطولة احترافية.
6. روني كولمان : فاز بـ 8 بطولات مستر أولمبيا وكان له تأثير كبير في عالم كمال الأجسام، حيث حصل على 26 بطولة في مجمل مسيرته الرياضية[2]
7. جاي كتلر : منافس شرس لروني كولمان وفاز ببطولة مستر أولمبيا أربع مرات.
8. فيل هيث: حقق الفوز ببطولة مستر أولمبيا 11 مرة، وهو من الأسماء المتميزة في العصر الحديث لكمال الأجسا.م
9. ديكستر جاكسون: حقق العديد من الانتصارات والبطولات العالمية وفاز ببطولة ارنولد كلاسيك 5 مرات.

يعتبر هؤلاء اللاعبون من بين الأبرز في تاريخ كمال الأجسام، وقد ساهموا بشكل كبير في تطوير هذه الرياضة وجعلها أكثر شعبية على مستوى العالم 